# لعماريين
لعمارين أو لعماريين أو قصر لعماريين هو أحد قصور بلدية بودة بدائرة أدرار التابعة لولاية أدرار بالجنوب الغربي الجزائري

## التاريخ
تأسس قصر العماريين ببودة سنة 1204 م (601/600 هـ) من طرف أولاد ابن ديكل الذين قدموا من الساحل.
1647 الموافق 1067 هـ توفي سيدي أمحمد بن إبراهيم البوداوي (تلميذ سيدي أحمد بن موسى الكرزازي) ودفن بمقبرة العماريين التي تحمل إسمه.
1883 م (1301/1300 هـ) وصول أولاد قراوي إلى لعماريين.

## السكان
يسكن قصر لعماريين أولاد بن ديكي وقيل هم أولاد بن ديكل وهم على الغالب من الأمازيغ الزناتيين، ويتبعون الطريقة الطيبية.

## النشاط الفلاحي
يعمل أغلب سكان قصر لعماريين في الفلاحة التي يغلب عليها غرس النخيل ويستعمل السكان تقنية الفقارة لتوفير المياه للسقي، نجد بالعماريين فقارتين هما:
| إسم الفقارة | عدد الآبار |
| ----------- | ---------- |
| بوخزر       | 260        |
| بوزيد       | 260        |

## الأعلام
1. سيدي أمحمد بن ابراهيم: هو أحد فقهاء ومشائخ القرن الحادي عشر هجري بتوات، تتلمذ على يد الشيخ سيدي أحمد بن موسى الكرزازي، تقام له زيارة سنوية بقصر لعماريين ببودة حيث يوجد ضريحه.[4]
2. الشيخ سالم ولد لقراوي: أحد أعلام قصر لعماريين ببودة نهاية القرن التاسع عشر ميلادي.[3]